# Обріум
О́бріум (Obrium Dejean, 1821 = Diozodes Haldeman, 1847 = Python Newman, 1840) — рід жуків з родини вусачів. В Українських Карпатах поширено два види:
1. Обріум м’якотілий (Obrium cantharinum Linnaeus, 1767)
2. Обріум рудоногий (Obrium brunneum Fabricius, 1792)